# 沙法里野生動物園

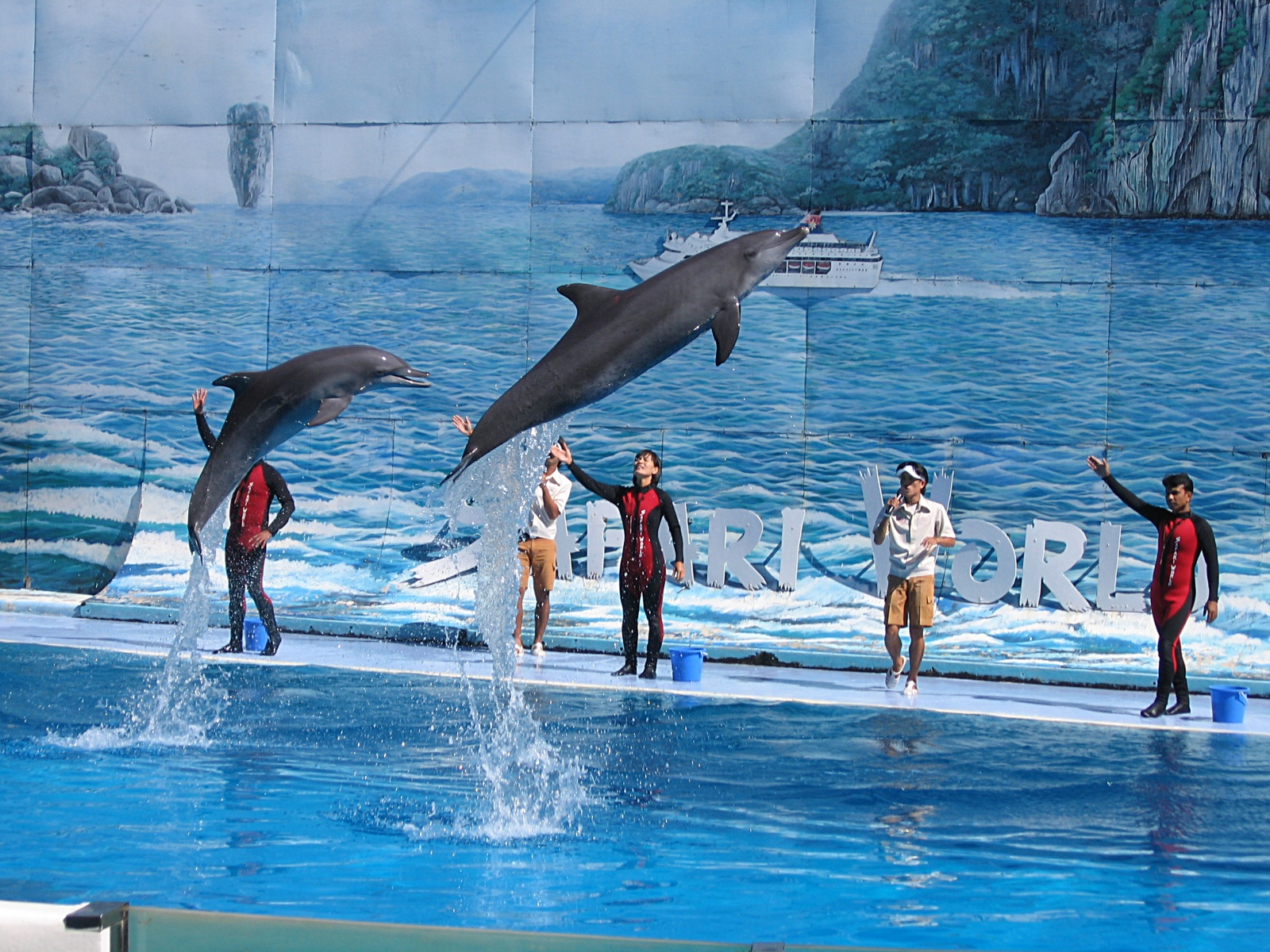
沙法里野生動物園的海豚表演

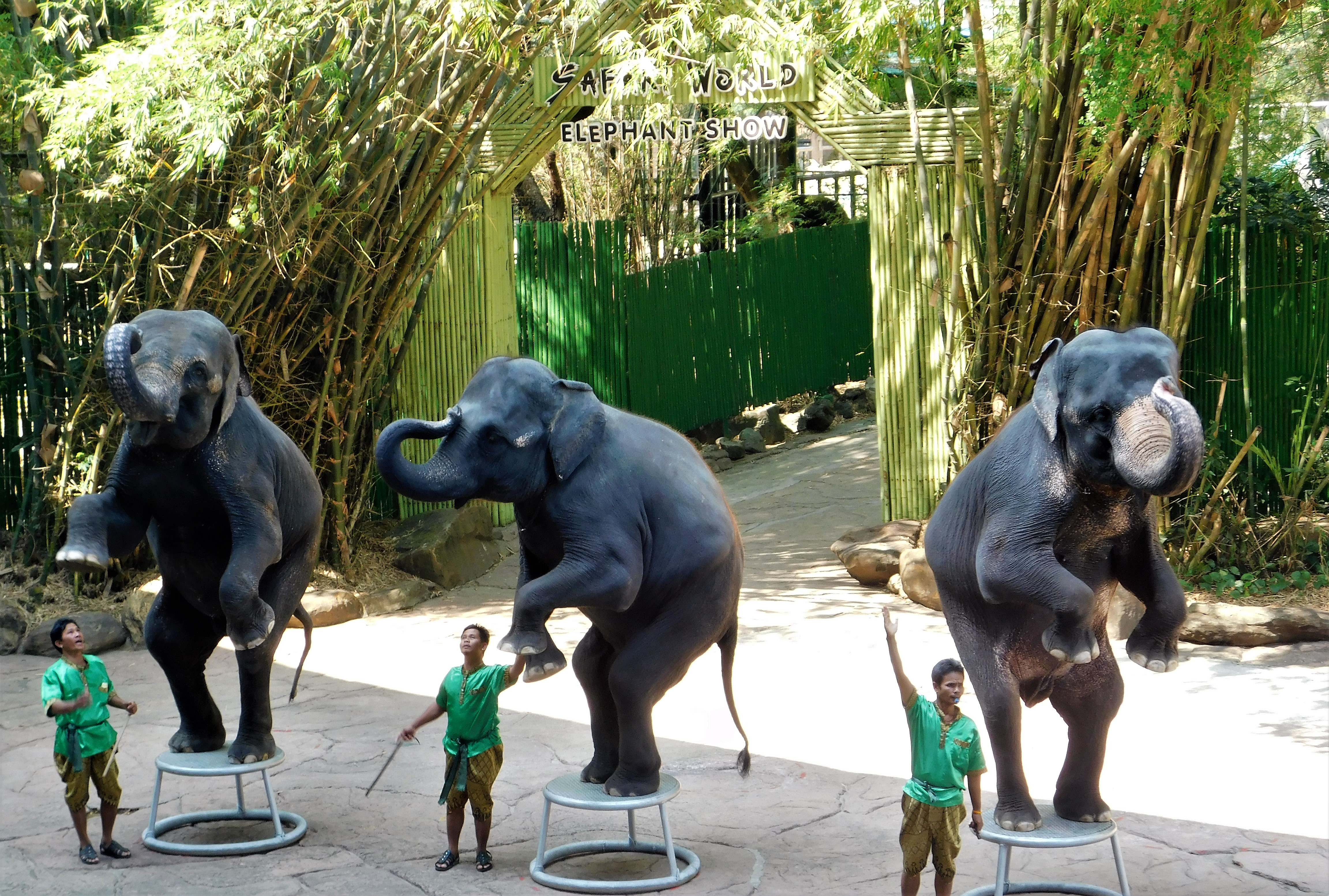
大象表演

沙法里野生動物園（英文：Safari World）位於泰國的首都曼谷之民武里縣的（Ramindra 1 Road）99號，它是一個在1988年開幕，佔地約480多公畝的大型動物園；其中180多公畝屬開放式動物園。

## 設施
- 它被分為兩部分：
  - 動物世界：展出亞洲及非洲的哺乳類動物，場地綿延約8公里長，需要45分鐘車程來參觀各種野生動物，設有老虎及獅子餵食表演。
  - 海洋世界：展出各種海洋生物，設有一個巨大的動物園，海洋生物及飛禽。亦有紅毛猩猩拳擊表演、海獅餵食表演、美國西部牛仔特技表演，戰爭及間諜等表演。

## 開放時間
- 平日：早上10:00至下午5:30，必須於下午4:30前入場。
- 假日：早上10:00至晚上6:00，必須於下午5:00前入場。

## 入場費
成人：泰幣1400銖
兒童：泰幣1100銖

## 公共交通
從曼谷的勝利紀念碑搭乘第26路公共汽車。

## 外部連結
- 沙法里野生動物園的官方網站 （页面存档备份，存于）